# José Luis Rodríguez Bebanz
José Luis Rodríguez Bebanz (Canelones, Uruguay, 14 de marzo de 1997) es un futbolista uruguayo, juega como lateral derecho y su equipo es el Vasco da Gama de la Primera División de Brasil.

## Trayectoria
Surgido de Danubio, se sumó al primer equipo del club durante el Torneo Clausura 2016 cuando debido a malos resultados del equipo asumió como técnico Pablo Gaglianone, quien conocía a Rodríguez de las categorías juveniles y de inmediato lo convocó en la lista de concentrados con los profesionales para el próximo encuentro. Debutó como profesional el 2 de abril de 2016 en el Estadio Jardines del Hipódromo, jugó como titular contra Racing y empataron 1 a 1. Rodríguez disputó su primer partido con 19 años y 14 días, y utilizó la camiseta número 16. En la siguiente fecha se enfrentó a Peñarol, jugando desde el comienzo en el primer partido oficial en el Estadio Campeón del Siglo, y tuvo como rivales a jugadores destacados como Matías Aguirregaray, Carlos Valdés y Diego Forlán. Sin embargo, Rodríguez fue expulsado al minuto 66 y su equipo perdió 2 a 1.
Gaglianone no pudo ganar en sus 4 primeros partidos como técnico, con tres derrotas y un empate, por lo que fue cesado y asumió Leonardo Ramos. Ramos mantuvo a Rodríguez en el plantel, pero no tuvo minutos en los dos siguientes partidos. El 22 de mayo, fue titular para enfrentar a Nacional en el Estadio Gran Parque Central, contra jugadores como su compañero de selección juvenil Rodrigo Amaral, Jorge Fucile, Mauricio Victorino y Sebastián Fernández. Los de la franja mostraron un buen nivel y derrotaron 2 a 0 a los tricolores, Rodríguez estuvo en cancha los 90 minutos. Danubio tuvo un Torneo Clausura irregular, finalizaron en la posición 15 sobre 16 equipos. En su primera temporada como profesional, el Puma disputó 5 partidos, todos como titular.

### Racing Club
Luego de varias idas y vueltas pasó finalmente a Racing Club por un año y medio, con opción de compra de 4.000.000 de dólares por el 100% del pase. El 24 de noviembre hizo su debut en Racing reemplazando a Iván Pillud en el entretiempo del partido que La Academia empataría 3-3 vs Talleres de Córdoba en el Estadio Mario Alberto Kempes.

### Nacional
El 6 de enero de 2022, se hizo oficial su traspaso al Nacional de la Primera División de Uruguay para la temporada 2022.

## Selección nacional

### Juveniles
Rodríguez ha sido parte de la selección de Uruguay en las categorías juveniles sub-18 y sub-20.
El 2 de marzo de 2016 fue convocado para comenzar los entrenamientos con la sub-20, bajo las órdenes de Fabián Coito, junto a sus compañeros de club Amuz, Ardaiz, Ebre, Saracchi y Caetano. Jugó el primer amistoso de práctica del año, se enfrentaron a Boston River, Uruguay perdió 1 a 0 en los primeros 45 minutos, pero para el segundo tiempo el entrenador cambió todo el equipo y ese tiempo finalizó 1 a 1. El 17 de marzo, fue llamado para jugar dos partidos amistosos internacionales en Paraguay. Debutó con la Celeste el 22 de marzo de 2016, jugó como titular contra la selección sub-20 paraguaya, utilizó la camiseta número 4, pero fue expulsado y perdieron 4 a 3.
El 12 de diciembre fue convocado por Fabián Coito para entrenar en el complejo AUF, junto a otros 27 futbolistas. Fue confirmado en la lista definitiva el 29 de diciembre, para jugar el Campeonato Sudamericano Sub-20. Rodríguez jugó en 7 partidos y Uruguay logró el título en el último partido.
El 25 de abril fue confirmado en el plantel definitivo para viajar a Corea del Sur y jugar la Copa Mundial Sub-20.

### Participaciones en juveniles
En cursiva las competiciones no oficiales.
| Competición                                    | Sede          | Resultado     | Partidos | Goles |
| ---------------------------------------------- | ------------- | ------------- | -------- | ----- |
| Torneo Cuatro Naciones Sub-19 de 2016          | Catar         | Subcampeón    | 3        | 1     |
| Copa Ciudad de la Independencia Sub-19 de 2016 | Chile         | Tercer puesto | 2        | 0     |
| Campeonato Sudamericano Sub-20 de 2017         | Ecuador       | Campeón       | 7        | 0     |
| Copa Mundial Sub-20 de 2017                    | Corea del Sur | Cuarto puesto | 7        | 0     |
| Torneo Preolímpico Sudamericano Sub-23 de 2020 | Colombia      | Tercer puesto | 7        | 2     |

### Detalles de partidos
| Con Uruguay Sub-20 | Con Uruguay Sub-20 | Con Uruguay Sub-20          | Con Uruguay Sub-20       | Con Uruguay Sub-20     | Con Uruguay Sub-20                       | Con Uruguay Sub-20 | Con Uruguay Sub-20     | Con Uruguay Sub-20                                                                                   | Con Uruguay Sub-20 |
| N.º                | Rival              | Resultado                   | Fecha                    | Lugar                  | Competencia                              | Goles              | Asistencias            | Ref.                                                                                                 |                    |
| ------------------ | ------------------ | --------------------------- | ------------------------ | ---------------------- | ---------------------------------------- | ------------------ | ---------------------- | --- | ------------------ |
| 1                  | Paraguay           | 3:4 (2:2)                   | 22 de marzo de 2016      | Luque Paraguay         | Amistoso                                 | -                  | -                      | 1 |                    |
| 2                  | Paraguay           | 1:1 (0:1)                   | 26 de abril de 2016      | Canelones · Uruguay    | Amistoso                                 | -                  | -                      | 2 |                    |
| 3                  | Chile              | 3:0 (1:0)                   | 31 de mayo de 2016       | Montevideo · Uruguay   | Amistoso                                 | -                  | 68' a N. Schiappacasse | 3 |                    |
| 4                  | Perú               | 4:0 (0:0)                   | 16 de junio de 2016      | Maldonado · Uruguay    | Amistoso                                 | -                  | -                      | 4 |                    |
| 5                  | Sel. Gaúcha        | 5:2 (3:2)                   | 16 de agosto de 2016     | Montevideo · Uruguay   | Amistoso                                 | -                  | -                      | 5 |                    |
| 6                  | Corea del Sur      | 0:1 (0:0)                   | 21 de septiembre de 2016 | Doha Catar             | Amistoso Torneo Cuatro Naciones          | -                  | -                      | 6 |                    |
| 7                  | Senegal            | 2:1 (0:0)                   | 24 de septiembre de 2016 | Doha Catar             | Amistoso Torneo Cuatro Naciones          | -                  | -                      | 7 |                    |
| 8                  | Senegal            | 1:4 (0:2)                   | 28 de septiembre de 2016 | Doha Catar             | Amistoso Torneo Cuatro Naciones          | 63'                | -                      | 8 |                    |
| 9                  | Chile              | 2:2 (1:1)                   | 12 de octubre de 2016    | Talca · Chile          | Amistoso Copa Ciudad de la Independencia | -                  | -                      | 9 |                    |
| 10                 | Brasil             | 2:1 (1:0)                   | 14 de octubre de 2016    | Talca · Chile          | Amistoso Copa Ciudad de la Independencia | -                  | 88' a C. Benavidez     | 10                                                                                                   |                    |
| 11                 | Venezuela          | 0:0                         | 19 de enero de 2017      | Ibarra · Ecuador       | Campeonato Sudamericano Fase de grupos   | -                  | -                      | 11                                                                                                   |                    |
| 12                 | Perú               | 2:0 (1:0)                   | 25 de enero de 2017      | Ibarra · Ecuador       | Campeonato Sudamericano Fase de grupos   | -                  | -                      | 12                                                                                                   |                    |
| 13                 | Argentina          | 3:0 (2:0)                   | 30 de enero de 2017      | Quito · Ecuador        | Campeonato Sudamericano Hexagonal final  | -                  | -                      | 13                                                                                                   |                    |
| 14                 | Brasil             | 2:1 (0:1)                   | 2 de febrero de 2017     | Quito · Ecuador        | Campeonato Sudamericano Hexagonal final  | -                  | -                      | 14                                                                                                   |                    |
| 15                 | Colombia           | 3:0 (1:0)                   | 5 de febrero de 2017     | Quito · Ecuador        | Campeonato Sudamericano Hexagonal final  | -                  | -                      | 15                                                                                                   |                    |
| 16                 | Venezuela          | 0:3 (0:0)                   | 8 de febrero de 2017     | Quito · Ecuador        | Campeonato Sudamericano Hexagonal final  | -                  | -                      | 16                                                                                                   |                    |
| 17                 | Ecuador            | 1:2 (0:2)                   | 11 de febrero de 2017    | Quito · Ecuador        | Campeonato Sudamericano Hexagonal final  | -                  | -                      | 17                                                                                                   |                    |
| 18                 | Argentina          | 0:1 (0:0)                   | 22 de marzo de 2017      | Montevideo · Uruguay   | Amistoso                                 | -                  | -                      | 18                                                                                                   |                    |
| 19                 | Argentina          | 2:1 (2:1)                   | 12 de abril de 2017      | Buenos Aires Argentina | Amistoso                                 | -                  | -                      | 19                                                                                                   |                    |
| 20                 | China              | 1:3 (0:1)                   | 8 de mayo de 2017        | Xi'an China            | Amistoso                                 | -                  | 21' a N. Schiappacasse | 20 (enlace roto disponible en Internet Archive; véase el historial, la primera versión y la última). |                    |
| 21                 | Corea del Sur      | 2:0 (1:0)                   | 11 de mayo de 2017       | Cheongju Corea del Sur | Amistoso                                 | -                  | -                      | 21 (enlace roto disponible en Internet Archive; véase el historial, la primera versión y la última). |                    |
| 22                 | Arabia Saudita     | 0:2 (0:1)                   | 14 de mayo de 2017       | Goyang Corea del Sur   | Amistoso                                 | 11'                | -                      | 22 (enlace roto disponible en Internet Archive; véase el historial, la primera versión y la última). |                    |
| 23                 | Italia             | 0:1 (0:0)                   | 21 de mayo de 2017       | Suwon Corea del Sur    | Copa Mundial Fase de grupos              | -                  | -                      | 23 (enlace roto disponible en Internet Archive; véase el historial, la primera versión y la última). |                    |
| 24                 | Japón              | 2:0 (1:0)                   | 24 de mayo de 2017       | Suwon Corea del Sur    | Copa Mundial Fase de grupos              | -                  | 38' a N. Schiappacasse | 24 (enlace roto disponible en Internet Archive; véase el historial, la primera versión y la última). |                    |
| 25                 | Sudáfrica          | 0:0                         | 27 de mayo de 2017       | Suwon Corea del Sur    | Copa Mundial Fase de grupos              | -                  | -                      | 25 (enlace roto disponible en Internet Archive; véase el historial, la primera versión y la última). |                    |
| 26                 | Arabia Saudita     | 1:0 (0:0)                   | 31 de mayo de 2017       | Incheon Corea del Sur  | Copa Mundial Octavos de final            | -                  | -                      | 26 (enlace roto disponible en Internet Archive; véase el historial, la primera versión y la última). |                    |
| 27                 | Portugal           | 2:2 (2:1)(t. s.) (4:5 pen.) | 4 de junio de 2017       | Daejeon Corea del Sur  | Copa Mundial Cuartos de final            | -                  | -                      | 27                                                                                                   |                    |
| 28                 | Venezuela          | 1:1 (0:0)(t. s.) (3:4 pen.) | 8 de junio de 2017       | Daejeon Corea del Sur  | Copa Mundial Semifinal                   | -                  | -                      | 28                                                                                                   |                    |
| 29                 | Italia             | 0:0 (1:4 pen.)              | 11 de junio de 2017      | Suwon Corea del Sur    | Copa Mundial Tercer puesto               | -                  | -                      | 29 (enlace roto disponible en Internet Archive; véase el historial, la primera versión y la última). |                    |

## Estadísticas

### Clubes
Actualizado al 25 de junio de 2022.
Último partido citado: Danubio 0-1 Nacional
| Club                   | Div.          | Temporada     | Liga  | Liga  | Copas nacionales | Copas nacionales | Torneos internacionales | Torneos internacionales | Total | Total |
| Club                   | Div.          | Temporada     | Part. | Goles | Part.            | Goles            | Part.                   | Goles                   | Part. | Goles |
| ---------------------- | ------------- | ------------- | ----- | ----- | ---------------- | ---------------- | ----------------------- | ----------------------- | ----- | ----- |
| Danubio F.C. · Uruguay | 1ª            | 2015/16       | 5     | 0     | -                | -                | -                       | -                       | 5     | 0     |
| Danubio F.C. · Uruguay | 1ª            | 2016          | 6     | 2     | -                | -                | -                       | -                       | 6     | 2     |
| Danubio F.C. · Uruguay | 1ª            | 2017          | 15    | 1     | 3                | 0                | -                       | -                       | 18    | 1     |
| Danubio F.C. · Uruguay | 1ª            | 2018          | 20    | 0     | 5                | 0                | 2                       | 0                       | 25    | 0     |
| Danubio F.C. · Uruguay | 1ª            | 2019          | 3     | 0     | 0                | 0                | -                       | -                       | 3     | 0     |
| Danubio F.C. · Uruguay | Total club    | Total club    | 44    | 3     | 8                | 0                | 2                       | 0                       | 54    | 3     |
| Racing Club Argentina  | 1.ª           |               |       |       |                  |                  |                         |                         |       |       |
| Racing Club Argentina  | 1.ª           | 2019-20       | 1     | 0     | 0                | -                | -                       | -                       | 1     | 0     |
| Racing Club Argentina  | Total club    | Total club    | 1     | 0     | 0                | 0                | 0                       | 0                       | 1     | 0     |
| Nacional · Uruguay     | 1.ª           |               |       |       |                  |                  |                         |                         |       |       |
| Nacional · Uruguay     | 1.ª           | 2022          | 13    | 0     | 3                | 1                | 6                       | 1                       | 22    | 2     |
| Nacional · Uruguay     | Total club    | Total club    | 13    | 0     | 3                | 1                | 6                       | 1                       | 22    | 2     |
| Total carrera          | Total carrera | Total carrera | 58    | 3     | 11               | 1                | 8                       | 1                       | 77    | 5     |

### Selecciones
Actualizado al 11 de junio de 2017.
Último partido citado: Uruguay 0 - 0 Italia
| Sub-20 · Uruguay | 2015/16       | - | - | - | - | 4  | 0 | 4  | 0 |
| Sub-20 · Uruguay | 2016/17       | 7 | 0 | 7 | 0 | 11 | 2 | 25 | 2 |
| Sub-20 · Uruguay | Total sel.    | 7 | 0 | 7 | 0 | 15 | 2 | 29 | 2 |
| Total carrera | Total carrera | 7 | 0 | 7 | 0 | 15 | 2 | 29 | 2 |
| (1)Incluidos los datos del Campeonato Sudamericano Sub-20 (2017) (2)Incluidos los datos de la Copa Mundial Sub-20 (2017) |               |   |   |   |   |    |   |    |   |

### Resumen estadístico
|                             | Partidos | Goles | Promedio |
| --------------------------- | -------- | ----- | -------- |
| Liga                        | 13       | 2     | 0,15     |
| Copas nacionales            | 0        | 0     | 0,00     |
| Copas internacionales       | 0        | 0     | 0,00     |
| Selección de Uruguay Sub-20 | 29       | 2     | 0,06     |
| Total                       | 44       | 4     | 0,09     |

## Palmarés

### Títulos nacionales
| Título              | Club        | País      | Año  |
| ------------------- | ----------- | --------- | ---- |
| Trofeo de Campeones | Racing Club | Argentina | 2019 |
| Torneo Intermedio   | Nacional    | Uruguay   | 2022 |
| Torneo Clausura     | Nacional    | Uruguay   | 2022 |
| Campeonato Uruguayo | Nacional    | Uruguay   | 2022 |

### Títulos internacionales
| Título                         | Equipo                      | País    | Año  |
| ------------------------------ | --------------------------- | ------- | ---- |
| Campeonato Sudamericano Sub-20 | Selección de Uruguay Sub-20 | Ecuador | 2017 |